# Rodrigo Ribeiro
Rodrigo Duarte Ribeiro (Viana do Castelo, Portugal, 28 de abril de 2005) es un futbolista portugués que juega como delantero en el AVS Futebol SAD de la Primeira Liga, cedido por el Sporting C. P.

## Trayectoria
Canterano de Perspectiva em Jogo, Alfenense y Sporting C. P, firmó su primer contrato con el Sporting el 13 de mayo de 2021. El 8 de marzo de 2022 ascendió al primer equipo del Sporting. Debutó como profesional con el Sporting de Lisboa en una eliminatoria de la Liga de Campeones de la UEFA contra el Manchester City F. C. el 9 de marzo de 2022, entrando como suplente en el minuto 91.

## Selección nacional
Es internacional juvenil con Portugal, habiendo representado a Portugal sub-16 y sub-17.

## Estadísticas

### Clubes
Actualizado al último partido disputado el 3 de noviembre de 2024.
| Club                               | Div.          | Temporada     | Liga  | Liga  | Liga   | Copas nacionales | Copas nacionales | Copas nacionales | Copas internacionales | Copas internacionales | Copas internacionales | Total | Total | Total  |
| Club                               | Div.          | Temporada     | Part. | Goles | Asist. | Part.            | Goles            | Asist.           | Part.                 | Goles                 | Asist.                | Part. | Goles | Asist. |
| ---------------------------------- | ------------- | ------------- | ----- | ----- | ------ | ---------------- | ---------------- | ---------------- | --------------------- | --------------------- | --------------------- | ----- | ----- | ------ |
| Sporting C. P. "B" Portugal        | 3.ª           | 2021-22       | 8     | 4     | 0      | —                | —                | —                | —                     | —                     | —                     | 8     | 4     | 0      |
| Sporting C. P. "B" Portugal        | 3.ª           | 2022-23       | 23    | 6     | 0      | —                | —                | —                | —                     | —                     | —                     | 23    | 6     | 0      |
| Sporting C. P. "B" Portugal        | 3.ª           | 2023-24       | 10    | 2     | 1      | —                | —                | —                | —                     | —                     | —                     | 10    | 2     | 1      |
| Sporting C. P. "B" Portugal        | Total club    | Total club    | 41    | 12    | 1      | 0                | 0                | 0                | 0                     | 0                     | 0                     | 41    | 12    | 1      |
| Sporting C. P. Portugal            | 1.ª           | 2021-22       | 4     | 0     | 0      | 0                | 0                | 0                | 1                     | 0                     | 0                     | 5     | 0     | 0      |
| Sporting C. P. Portugal            | 1.ª           | 2022-23       | 2     | 0     | 0      | 0                | 0                | 0                | 0                     | 0                     | 0                     | 2     | 0     | 0      |
| Nottingham Forest F. C. Inglaterra | 1.ª           | 2023-24       | 4     | 0     | 0      | 1                | 0                | 0                | —                     | —                     | —                     | 5     | 0     | 0      |
| Nottingham Forest F. C. Inglaterra | Total club    | Total club    | 4     | 0     | 0      | 1                | 0                | 0                | 0                     | 0                     | 0                     | 5     | 0     | 0      |
| Sporting C. P. Portugal            | 1.ª           | 2024-25       | 1     | 0     | 0      | 1                | 0                | 0                | —                     | —                     | —                     | 2     | 0     | 0      |
| Sporting C. P. Portugal            | Total club    | Total club    | 7     | 0     | 0      | 1                | 0                | 0                | 1                     | 0                     | 0                     | 9     | 0     | 0      |
| AVS Futebol SAD Portugal           | 1.ª           | 2024-25       | 5     | 0     | 0      | 0                | 0                | 0                | —                     | —                     | —                     | 5     | 0     | 0      |
| AVS Futebol SAD Portugal           | Total club    | Total club    | 5     | 0     | 0      | 0                | 0                | 0                | 0                     | 0                     | 0                     | 5     | 0     | 0      |
| Total carrera                      | Total carrera | Total carrera | 57    | 12    | 1      | 2                | 0                | 0                | 1                     | 0                     | 0                     | 60    | 12    | 1      |